# Longobucco

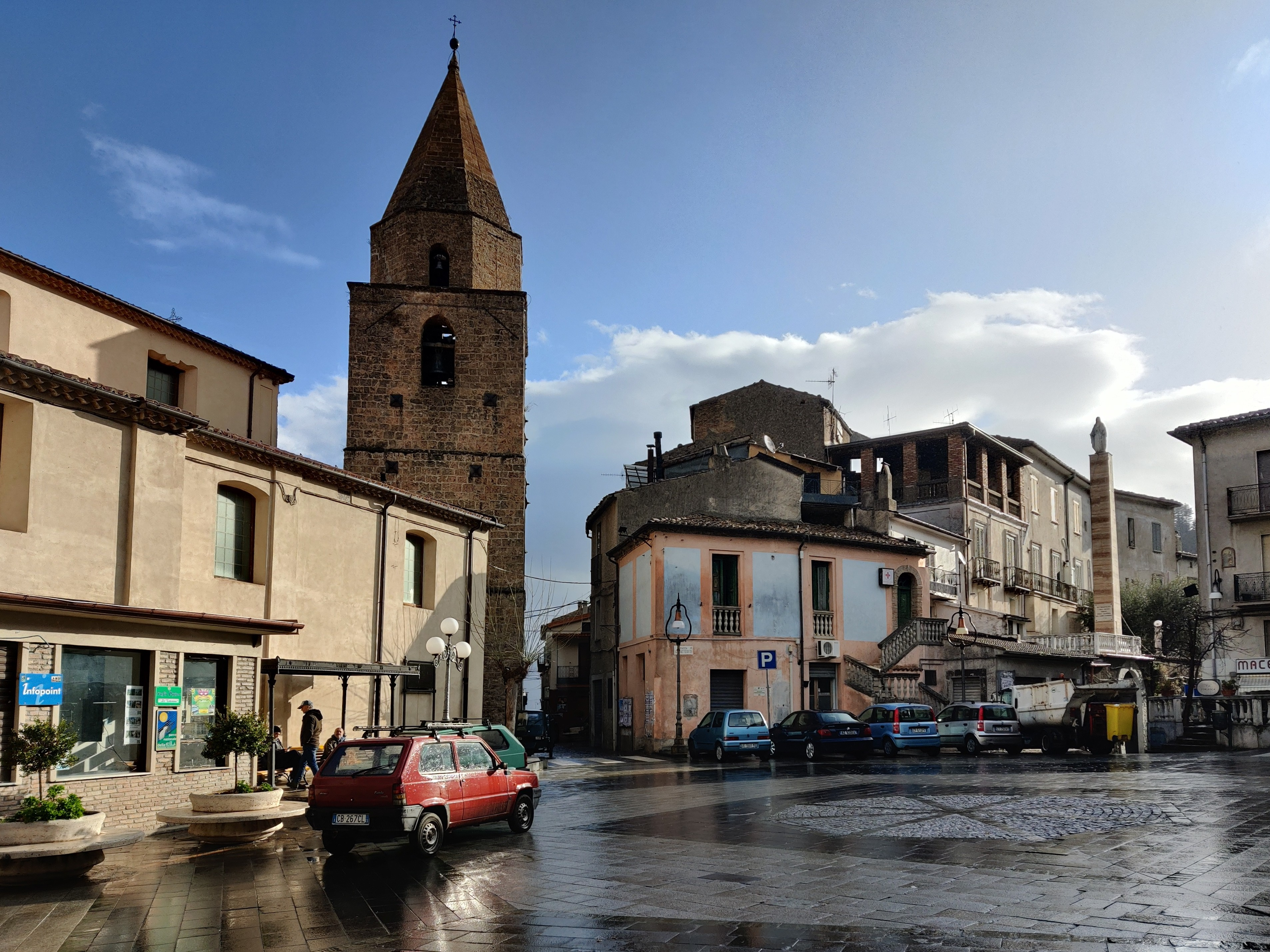
Piazza Giacomo Matteotti

Longobucco è un comune italiano di 2 473 abitanti in provincia di Cosenza, posto in una vallata della Sila Greca, percorsa dal fiume Trionto. È il quarto comune più esteso della Calabria. Nel suo territorio sorge, immersa nei boschi della Sila, la località Fossiata (m 1315 s.l.m.), in prossimità del lago Cecita, massimo bacino dell'altopiano silano.

## Origini del nome
Il nome del paese deriva dal latino longa bucca (ossia "lunga concavità") che a sua volta si riferisce al nome del torrente Macrocioli, dal greco bizantino makrokoilos (che significa "lunga cavità").

## Storia
Nel 1487 re Ferrante d'Aragona di Napoli, grato a Ludovico il Moro per l'aiuto ricevuto nella lotta contro la congiura dei baroni, gli concesse il principato di Rossano e le contee calabre di Borrello, Longobucco e Rosarno, che venivano ad aggiungersi al ducato di Bari, già in suo possesso dal 1479. Già a partire da allora ne fu altrettanto titolare la di lui moglie, Beatrice d'Este, nipote e figlia adottiva del re, per volontà dell'avo che gliela concedeva in moglie. Alla morte di quest'ultima, nel 1497, Ludovico (ormai duca di Milano) cedette Longobucco insieme all'intero ducato di Bari al loro secondogenito Sforza Francesco, ma questi non ne godette che fino al 1499, poiché a causa dell'imminente invasione francese del ducato di Milano e di una confusa e infruttuosa manovra politica del padre Ludovico, Longobucco con l'intero ducato di Bari fu occupato da Isabella d'Aragona, pur continuando a esserne titolare Francesco.

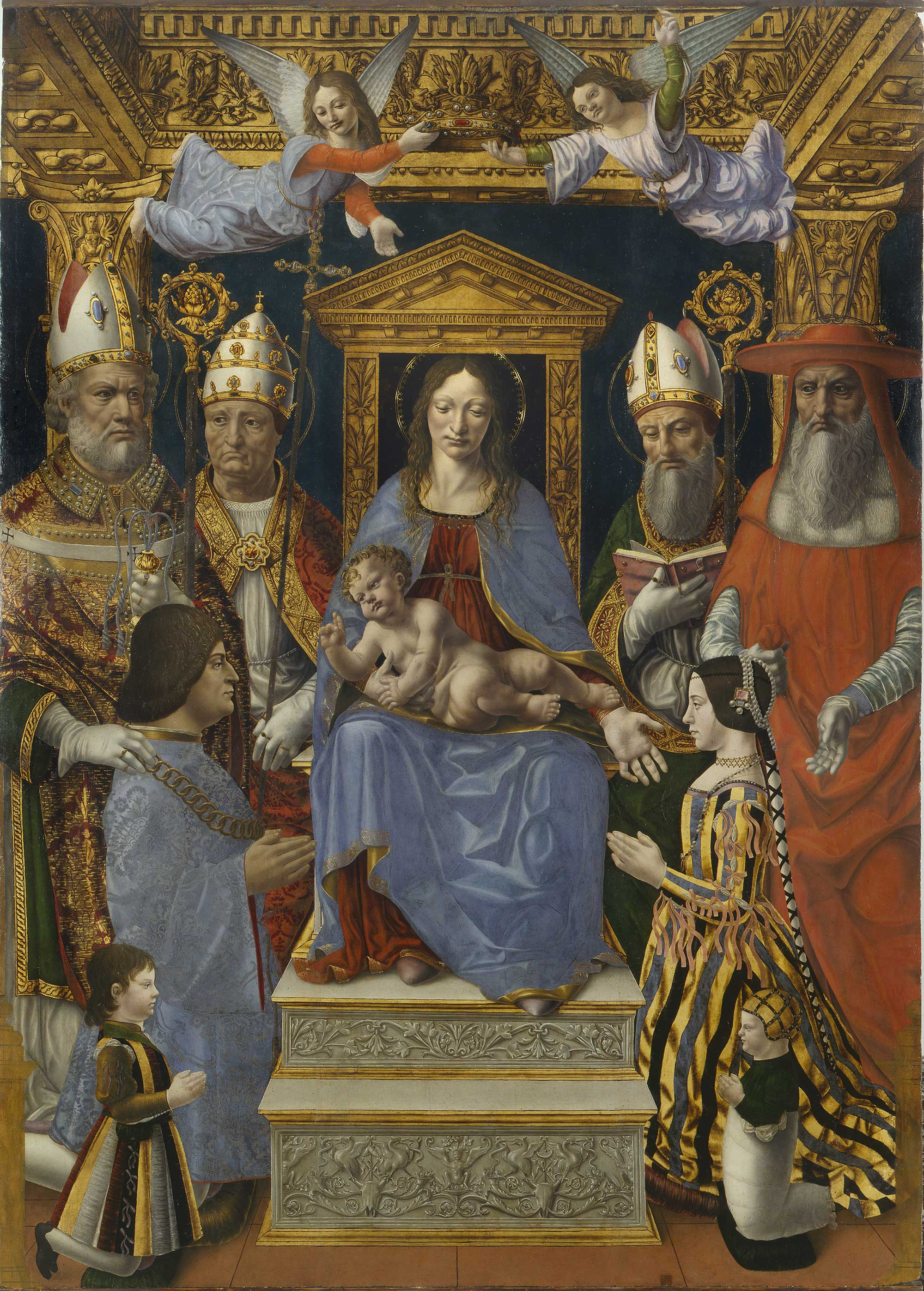
Ludovico il Moro e sua moglie Beatrice d'Este, duchi di Bari, nella Pala Sforzesca.

Il paese rivestì un ruolo molto importante durante il brigantaggio: nativi di Longobucco erano i feroci briganti Palma, Faccione, Santoro, che si faceva chiamare Re Coremme.
Durante il fascismo vennero confinati in questo paese alcuni dignitari etiopi che avevano avuto importanti ruoli nella resistenza al colonialismo fascista.

### Simboli
Lo stemma e il gonfalone del comune sono stati concessi con decreto del presidente della Repubblica del 22 giugno 2005.
(D.P.R. 22.06.2005)
Il gonfalone è un drappo partito di verde e di rosso.

## Monumenti e luoghi d'interesse
Molti luoghi del centro abitato di Longobucco hanno un'importanza storica di rilievo.
Museo dell'artigianato silano e della difesa del suolo
Ha sede a Longobucco nella bella cornice dell'ex convento dei Frati Francescani minori, costituisce un altro concreto passo nel cammino della diffusione della conoscenza del territorio della Sila e della sua popolazione. Il Museo si configura quale vera e propria vetrina che mette in luce le peculiarità dell'area dell'altopiano silano con particolare attenzione a tutte le tematiche connesse all'artigianato locale (la lavorazione dei tessuti, quella dei metalli e l'oreficeria, la lavorazione
del legno e della pietra) e la difesa dell'ambiente.

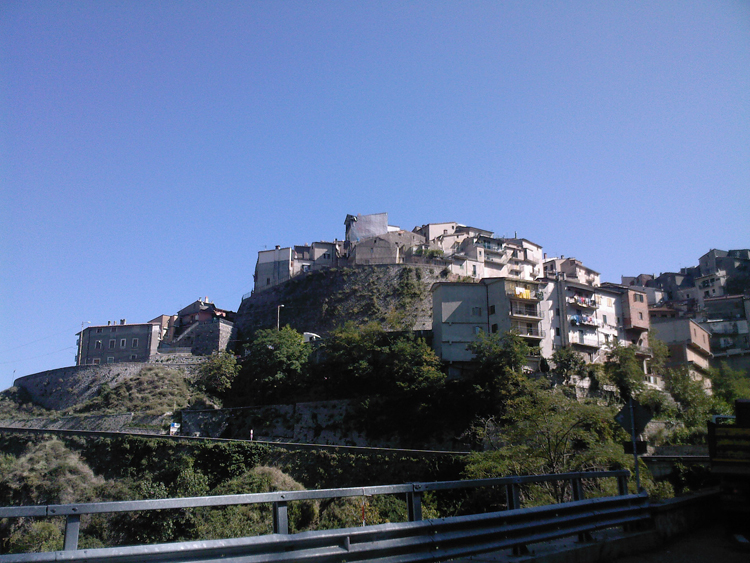
Vista dal fiume Trionto

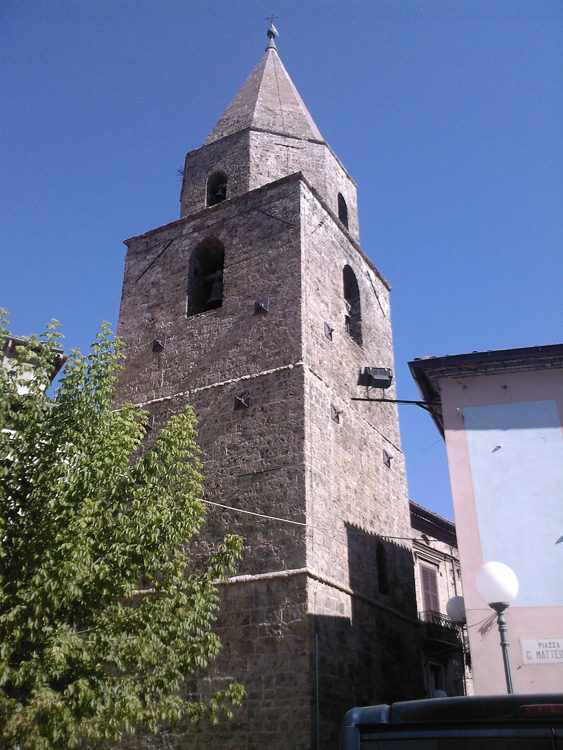
Torre campanaria

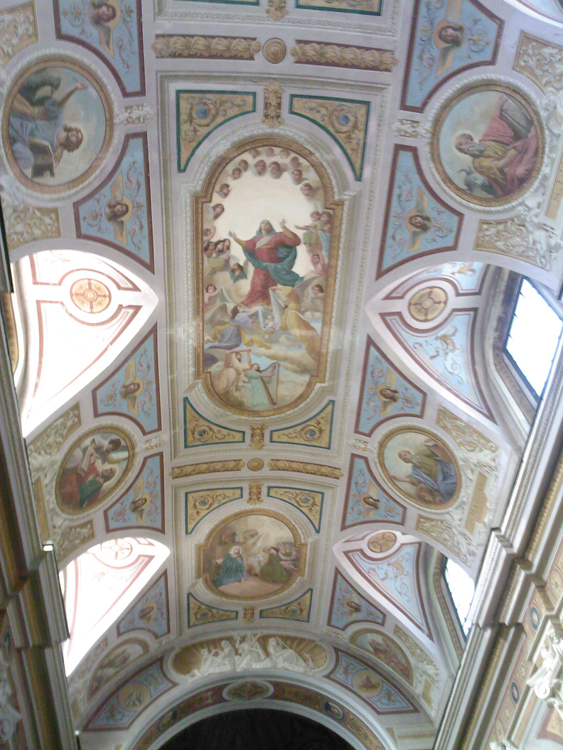
Chiesa Matrice. Volta della Chiesa

## Società

### Evoluzione demografica
Abitanti censiti

### Etnie e minoranze straniere
Secondo i dati ISTAT al 31 dicembre 2009 la popolazione straniera residente era di 56 persone. Le nazionalità maggiormente rappresentate in base alla loro percentuale sul totale della popolazione residente erano:
- Romania 42 1,13%

## Cultura

### Eventi
Ogni anno nel mese di settembre si svolge la fiera di Puntadura.

## Economia
Nel tardo medioevo a Longobucco si sviluppò una attività estrattiva dell'argento, la maggiore del regno di Napoli, che non resse dopo l'arrivo dell'argento dalle Americhe
Le attività più sviluppate sono l'agricoltura, la tessitura dei tappeti, la lavorazione del legno e l'edilizia. Interessanti prospettive sono offerte anche dal turismo naturalistico, per i boschi e le sue montagne incontaminate facenti parte del Parco nazionale della Sila. Fra le lavorazioni artigianali si distinguono la lavorazione del ferro battuto, del legno, della pietra e la fabbricazione di tessuti di lana, cotone e seta, tessuti e ricamati a mano con un ricco repertorio di disegni antichi e moderni.
Esiste in paese una mostra permanente di tessuti artigianali.

Gli anni cinquanta coincisero con uno sviluppo demografico, dovuto anche alla favorevole congiuntura a livello nazionale, rilanciando il paese dal punto di vista economico. Successivamente la popolazione ha subito un consistente flusso migratorio anche a causa di una cattiva gestione della montagna, così che gli abitanti si sono ridotti da oltre 8.000 agli attuali 2.500 circa. Potenziale economico commerciale hanno certe specialità gastronomiche: tra queste spicca il salume denominato sacchetto di Longobucco preparato con carne di zampa del suino nero calabrese.
Buona parte del suo territorio oggi fa parte del Parco nazionale della Sila.

## Amministrazione

### Gemellaggi
- Signa
- Luzzi

### Premi
- Premio "Bruno da Longobucco".
- Nel 2014 l'amministrazione comunale ha istituito il premio "Giuseppe De Capua", intitolato ad un sacerdote longobucchese che si distinse per i suoi incarichi e per avere scritto molti libri sulla storia di Longobucco, per mantenere vivo il rapporto con i longobucchesi che per ragioni di studio e lavoro vivono altrove.

### Amministrazione comunale
| Periodo          | Periodo          | Primo cittadino             | Partito             | Carica                  | Note                         |
| ---------------- | ---------------- | --------------------------- | ------------------- | ----------------------- | ---------------------------- |
| 23 aprile 1995   | 16 novembre 1997 | Domenico Ioele              | Centro-sinistra     | Sindaco                 |                              |
| 17 novembre 1997 | 27 maggio 2002   | Vincenzo Emanuele De Simone | Centro-sinistra     | Sindaco                 |                              |
| 28 maggio 2002   | 28 maggio 2007   | Vincenzo Emanuele De Simone | Centro-sinistra     | Sindaco                 |                              |
| 28 maggio 2007   | 7 maggio 2012    | Luigi Stasi                 | Partito Democratico | Sindaco                 |                              |
| 8 maggio 2012    | 12 giugno 2017   | Luigi Stasi                 | Partito Democratico | Sindaco                 |                              |
| 12 giugno 2017   | 6 dicembre 2021  | Giovanni Pirillo            | Partito Democratico | Sindaco                 | Dimissioni della maggioranza |
| 6 dicembre 2021  | 16 giugno 2022   | Domenico Giordano           |                     | Commissario prefettizio |                              |
| 16 giugno 2022   | in carica        | Giovanni Pirillo            | Civico              | Sindaco                 |                              |